# ماراثون ستوكهولم

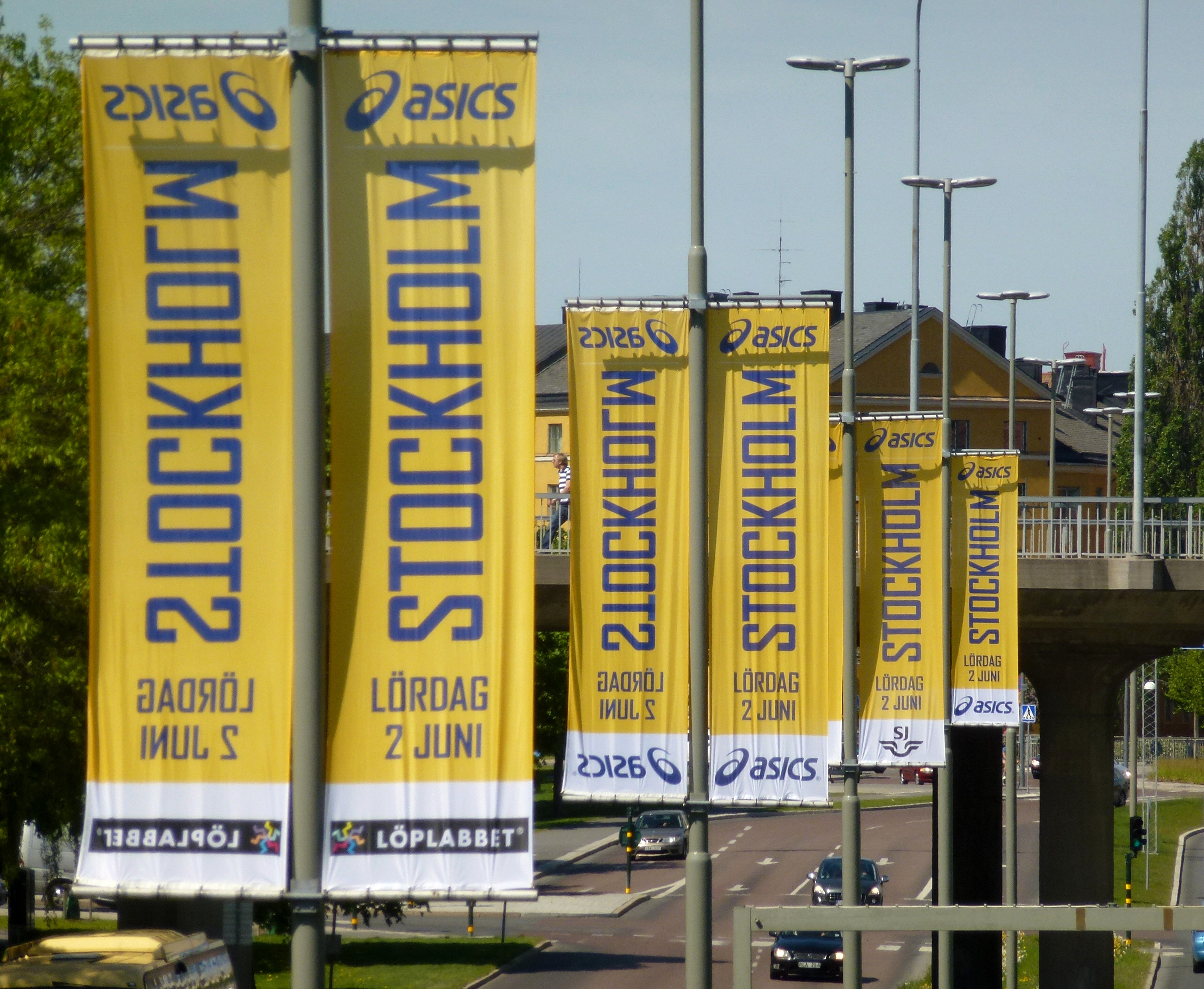
شعار سباق مارثون ستوكهولم 2012

مارَثَوْن سْتَوْكْهَوْلْم -أو ماراثون استكهولم- (بالإنگليزية: Stockholm Marathon) هو سباق مارثون دولي سنوي يقام في بداية شهر حزيران أو نهاية شهر أيار، في الأحياء المركزية لمدينة ستوكهولم، منذ عام 1979، حيث كان عدد المتسابقين في السباق الأول 2155 متسابق فقط. السباق يبدأ من شارع بجانب ملعب ستوكهولم الأَوْلِمْپي الذي أنشئ سنة 1912 ويكون خط النهاية في داخل هذا الملعب. أما مسافة السباق فهي تلك المتعارف عليها دوليا للمارثونات والتي تبلغ 42،195 مترا. يعد هذا المارثون الأكبر في إسكندناڤيا، سواء من حيث عدد المتسابقين الذي يتجاوز الثمانية عشر ألف متسابق اليوم أو من حيث عدد العدائين النخبة المشاركين. ويصنِّف كتاب الدليل المطلق للمارثونات الدولية (1997) مارثون ستوكهولم الأفضل في العالم.

## من أهم الأحداث التي جرت في تاريخ هذا السباق
- زمن السباق القياسي للرجال هو 2:11:37 حققه العداء البريطاني هْيُو جَوْنز (Hugh Jones) في 1983، وللنساء 2:28:24 حققته العداءة النرويجية گْرَيْتة ڤايْتْس (Grete Waitz) في 1988.
- حصل العداء المغربي مِي طاهر الشادلي على المركز الأول عام 2002 بزمن قدره 2:18:20، وعلى نفس المركز حصل أيضا العداء الأردني مثقال أبو ضريس عام 2012 بزمن قدره 2:19:16.

## الخارطة
خارطة السباق بعد التغيير الطفيف الذي طرأ عليها ابتداء من مارثون 2010. المنحنى الأحمر يشير إلى الدورة الأولى في السباق والأزرق إلى الدورة الثانية.

## صور لأعداد من المتسابقين في بعض شوارع السباق

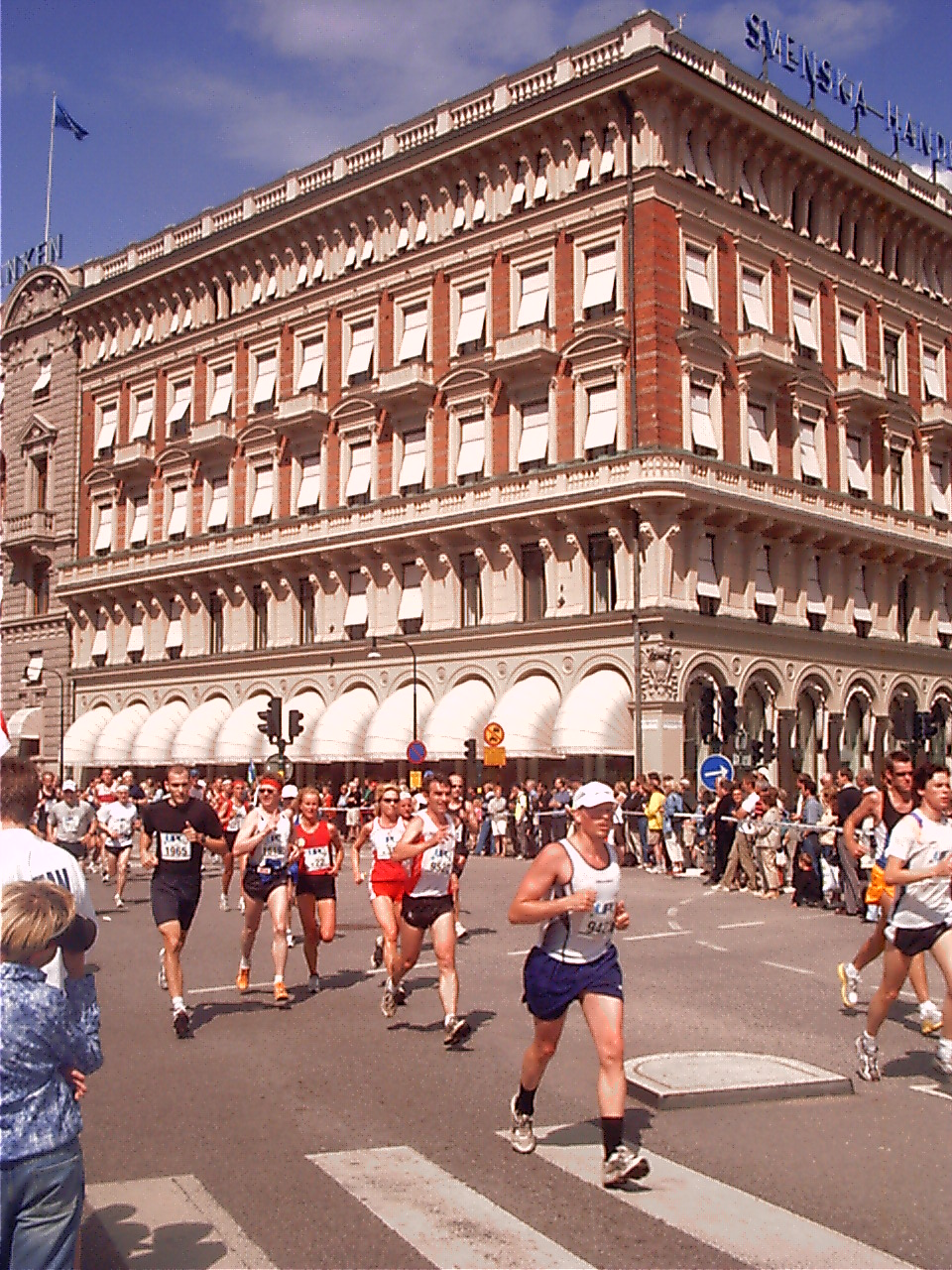
مارثون ستوكهولم 2001، في الخلف بناية للبنك التجاري السويدي
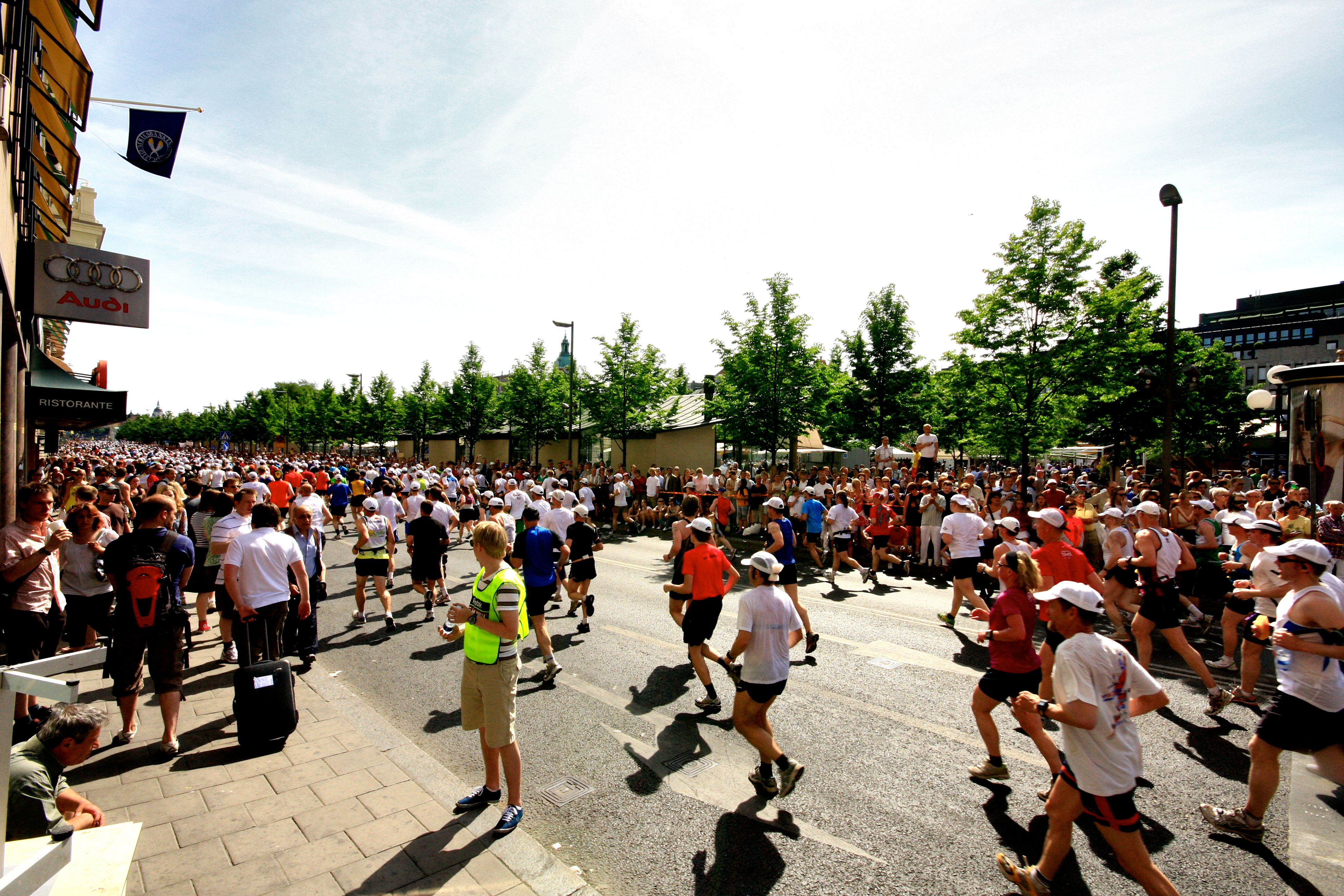
مارثون ستوكهولم 2008
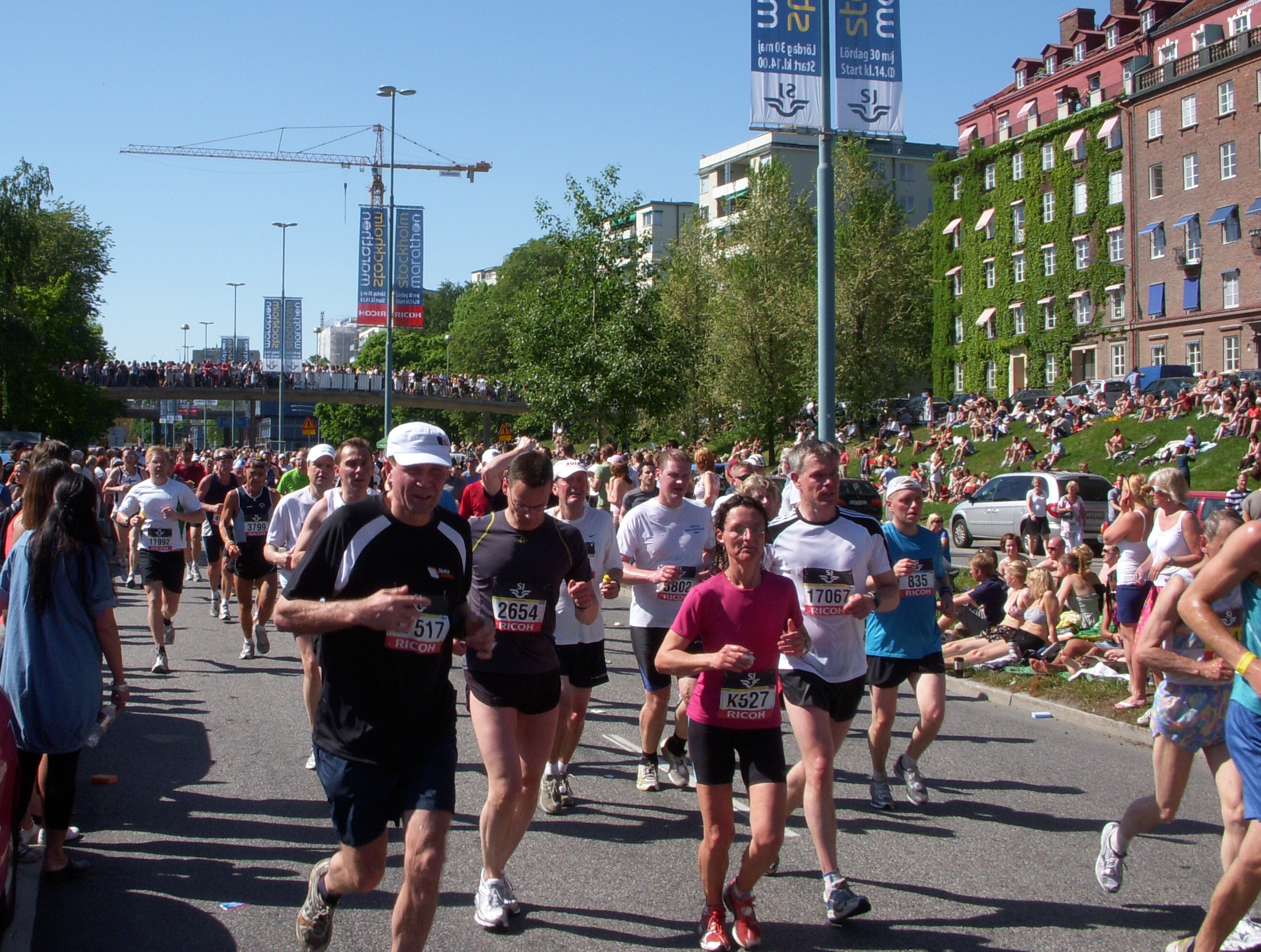
مارثون ستوكهولم 2009 في شارع رَوْلَمْبْسهَوْڤ (Rålambshovsleden)
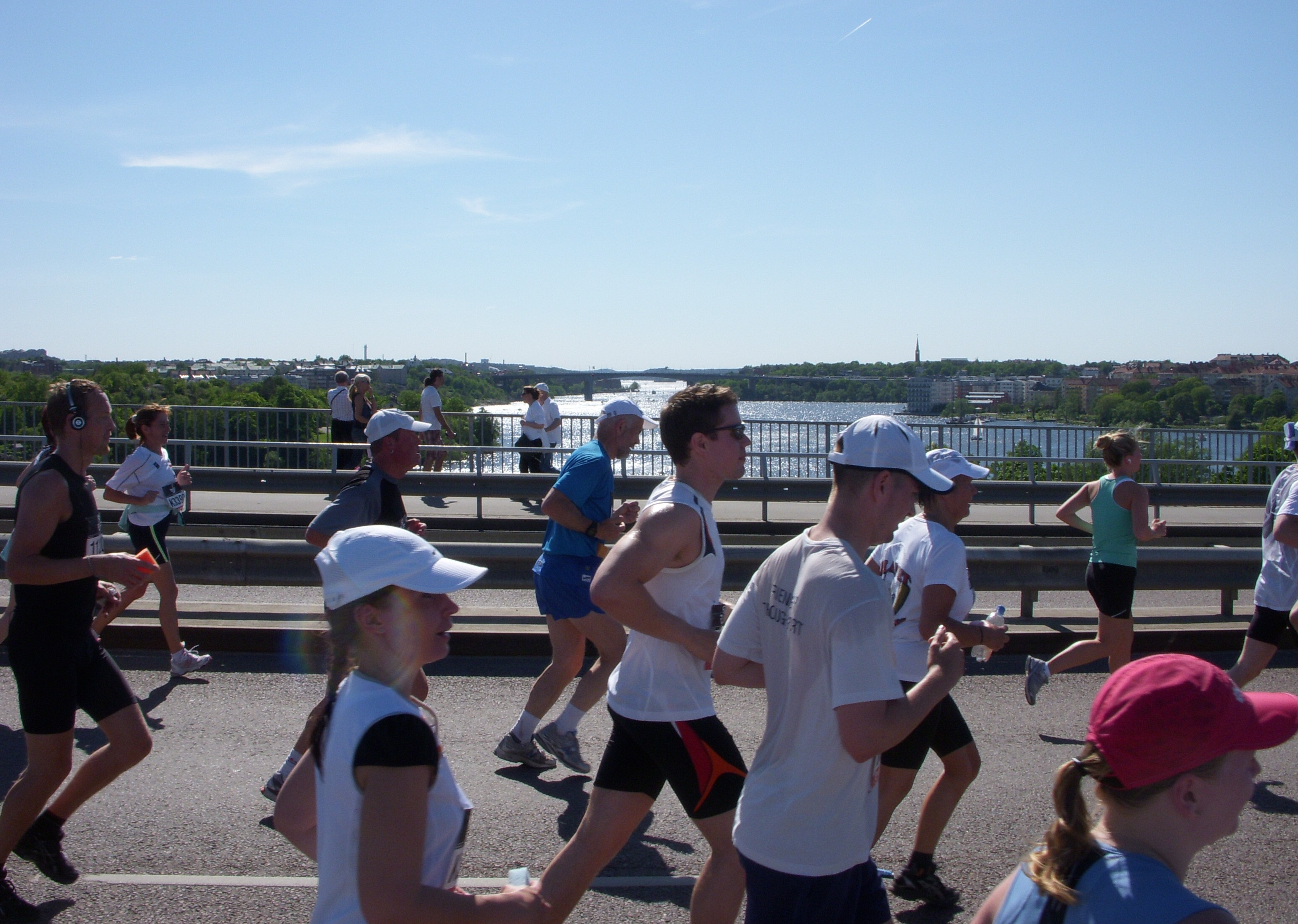
مارثون ستوكهولم 2009 على الجسر الغربي (Västerbron)

## وصلات خارجية
- الموقع الرسمي (بالإنگليزية والسويدية)
- منوعات وأخبار عن رياضة العدو (بالسويدية)